# Écomusée du Quarteirão cultural do Matadouro
L'écomusée du Quarteirão cultural do Matadouro est un écomusée brésilien situé dans le quartier historique de Santa Cruz (Rio de Janeiro).
La même chose a été créée par un mouvement communautaire des habitants du quartier, ainsi que le Noph (Centre d'orientation et de la recherche historique) et d'autres entités locales, afin de promouvoir le sauvetage de l'identité culturelle de Santa Cruz et le développement des actions et projets et la communauté, comme des campagnes, des expositions et des activités éducatives dans l'éducation formelle et non formelle.